# Associazione Calcio Sant'Angelo 1980-1981
Questa voce raccoglie le informazioni riguardanti l'Associazione Calcio Sant'Angelo nelle competizioni ufficiali della stagione 1980-1981.

## Rosa
| N. |                   | Ruolo | Calciatore          |
| -- | ----------------- | ----- | ------------------- |
|    | Italia (bandiera) | C     | Roberto Biasotti    |
|    | Italia (bandiera) | P     | Giovanni Bidese     |
|    | Italia (bandiera) | A     | Ariedo Braida       |
|    | Italia (bandiera) | D     | Roberto Cadei       |
|    | Italia (bandiera) | D     | Luciano Castioni    |
|    | Italia (bandiera) | C     | Adriano Cremonesi   |
|    | Italia (bandiera) | P     | Francesco De Bellis |
|    | Italia (bandiera) | C     | Marco Dell'Amico    |
|    | Italia (bandiera) | D     | Marco Ferriani      |
|    | Italia (bandiera) | C     | Virgino Gandini     |
|    | Italia (bandiera) | D     | Giuseppe Giani      |

| N. |                   | Ruolo | Calciatore              |
| -- | ----------------- | ----- | ----------------------- |
|    | Italia (bandiera) | A     | Enrico Maglifiore       |
|    | Italia (bandiera) | C     | Enrico Magrini          |
|    | Italia (bandiera) | A     | Desiderio Marchesi      |
|    | Italia (bandiera) | A     | Armando Mulinacci       |
|    | Italia (bandiera) | A     | Carlo Nabissi           |
|    | Italia (bandiera) | D     | Ernesto Peroncini       |
|    | Italia (bandiera) | A     | Gian Battista Quartieri |
|    | Italia (bandiera) | C     | Giacomo Samaden         |
|    | Italia (bandiera) | D     | Bassano Tonali          |
|    | Italia (bandiera) | C     | Giampiero Trainini      |

## Risultati

### Campionato

#### Girone di andata
| 28 settembre 1980 1ª giornata | Mantova | 0 – 0 | Sant'Angelo |  |

| 5 ottobre 1980 2ª giornata | Sant'Angelo | 3 – 1 | Forlì |  |

| 12 ottobre 1980 3ª giornata | Piacenza | 0 – 0 | Sant'Angelo |  |

| 19 ottobre 1980 4ª giornata | Treviso | 2 – 1 | Sant'Angelo |  |

| 26 ottobre 1980 5ª giornata | Sant'Angelo | 2 – 0 | Novara |  |

| 2 novembre 1980 6ª giornata | Trento | 1 – 0 | Sant'Angelo |  |

| 9 novembre 1980 7ª giornata | Sant'Angelo | 3 – 1 | Modena |  |

| 16 novembre 1980 8ª giornata | Sant'Angelo | 3 – 1 | Sanremese |  |

| 23 novembre 1980 9ª giornata | Reggiana | 2 – 0 | Sant'Angelo |  |

| 30 novembre 1980 10ª giornata | Sant'Angelo | 1 – 0 | Prato |  |

| 7 dicembre 1980 11ª giornata | Cremonese | 4 – 0 | Sant'Angelo |  |

| 14 dicembre 1980 12ª giornata | Sant'Angelo | 0 – 0 | Empoli |  |

| 21 dicembre 1980 13ª giornata | Triestina | 3 – 1 | Sant'Angelo |  |

| 4 gennaio 1981 14ª giornata | Sant'Angelo | 0 – 0 | Fano |  |

| 11 gennaio 1981 15ª giornata | Spezia | 1 – 1 | Sant'Angelo |  |

| 18 gennaio 1981 16ª giornata | Sant'Angelo | 1 – 0 | Casale |  |

| 25 gennaio 1981 17ª giornata | Parma | 1 – 1 | Sant'Angelo |  |

#### Girone di ritorno
| 1º febbraio 1981 18ª giornata | Sant'Angelo | 2 – 1 | Mantova |  |

| 8 febbraio 1981 19ª giornata | Forlì | 0 – 0 | Sant'Angelo |  |

| 15 febbraio 1981 20ª giornata | Sant'Angelo | 1 – 1 | Piacenza |  |

| 22 febbraio 1981 21ª giornata | Sant'Angelo | 3 – 1 | Treviso |  |

| 1º marzo 1981 22ª giornata | Novara | 1 – 0 | Sant'Angelo |  |

| 8 marzo 1981 23ª giornata | Sant'Angelo | 0 – 2 | Trento |  |

| 15 marzo 1981 24ª giornata | Modena | 3 – 1 | Sant'Angelo |  |

| 29 marzo 1981 25ª giornata | Sanremese | 2 – 1 | Sant'Angelo |  |

| 5 aprile 1981 26ª giornata | Sant'Angelo | 0 – 0 | Reggiana |  |

| 12 aprile 1981 27ª giornata | Prato | 2 – 0 | Sant'Angelo |  |

| 26 aprile 1981 28ª giornata | Sant'Angelo | 2 – 1 | Cremonese |  |

| 3 maggio 1981 29ª giornata | Empoli | 1 – 0 | Sant'Angelo |  |

| 10 maggio 1981 30ª giornata | Sant'Angelo | 2 – 2 | Triestina |  |

| 17 maggio 1981 31ª giornata | Fano | 2 – 1 | Sant'Angelo |  |

| 24 maggio 1981 32ª giornata | Sant'Angelo | 2 – 0 | Spezia |  |

| 31 maggio 1981 33ª giornata | Casale | 2 – 2 | Sant'Angelo |  |

| 7 giugno 1981 34ª giornata | Sant'Angelo | 2 – 0 | Parma |  |